# Милейчице (гмина)
Милейчице (пол. Milejczyce) — сельская гмина (волость) в Польше, входит как административная единица в Семятыченский повет, Подляское воеводство. Административный центр гмины — деревня Милейчице. Население — 2289 человек (на 2004 год).

## Демография
| Перепись                       | Всего   | Всего | Женщины | Женщины | Мужчины | Мужчины |
| ------------------------------ | ------- | ----- | ------- | ------- | ------- | ------- |
| Единицы                        | человек | %     | человек | %       | человек | %       |
| Население                      | 2288    | 100   | 1198    | 52,3    | 1091    | 47,7    |
| Плотность населения (чел./км²) | 15,1    | 15,1  | 7,9     | 7,9     | 7,2     | 7,2     |

## Поселения
1. Белки
2. Боровики
3. Ханьки
4. Хорощево
5. Голубовщызна
6. Грабарка
7. Ялтущыки
8. Климковиче
9. Косчуковиче
10. Левоше
11. Любейки
12. Медвежыки
13. Микуличе
14. Милейчице
15. Новосюлки
16. Осинки
17. Поканево
18. Поканево-Колёня
19. Рогаче
20. Собятыно
21. Валки

## Соседние гмины
1. Боцьки (гмина)
2. Гмина Черемха
3. Гмина Дзядковице
4. Гмина Клещеле
5. Гмина Нужец-Стацья